# رشیدالدین وطواط
رشیدالدین وطواط (۱۰۸۸–۱۱۸۲م) (نسب: محمد بن محمد بن عبدالجلیل) از نسل عمر بن خطاب (۵۸۲-۶۴۴ میلادی)، ادیب، نویسنده، شاعر و زبان‌شناس بلخی ایرانی در سدهٔ ششم هجری بود که به فارسی و عربی اثر می‌آفرید.
همدوره با خوارزمشاهیان و دبیر دیوان اتسز خوارزمشاه بود. برای اندام کوچکش به او لقب وطواط (به معنای خفاش یا نوعی پرستو) دادند. رشید از شاهان خوارزمی، آتسز و ارسلان و تکش را درک کرد.
در موقعی که سلطان سنجر، هزارسف را محاصره کرده بود، انوری شاعر در خدمت وی بود. این دوبیتی نوشت و در شهر انداختند:
| ای شاه همه ملک زمین حسبْ تراست |  | وز دولت و اقبال جهان کسب تراست  |
| امروز به یک حمله هزارسف بگیر  |  | فردا خوارزم و صد هزار اسب تراست |

وطواط در هزارسف بود و در پاسخ این بیت نوشت و با تیر برای آن‌ها بینداخت:
| ای شه که به جامت می صافی است نه دُرد |  | اعدای تو را ز غصه خون باید خورد |
| گر خصم تو ای شاه شود رستم گُرد       |  | یک خر ز هزاراسب تو نتواند برد   |

چون سلطان سنجر پس از رنج و سختی بسیار شهر را فتح کرد، سوگند خورد که اگر به وطواط دست یابد، وی را هفت پاره کند. وطواط مدت‌ها فراری بود و به دنبال شفیعی که شفاعتش کند تا این که منتجب‌الدین بدیع‌الکتاب رئیس دیوان انشا توانست موجب عفو وی توسط سلطان سنجر شود.
زمانی که وطواط در سنین نزدیک به هشتاد سالگی بود، تکش در خوارزم به تخت پادشاهی نشست و وطواط را در یک تخت روان به خدمتش آوردند. وطواط گفت که به دلیل کهولت سن تنها به گفتن یک رباعی برای تبرک بسنده می‌کند. رباعی این است:
| جدت ورق زمانه از ظلم بشست    |  | عدل پدرت شکستها کرد درست        |
| ای بر تو قبای سلطنت آمده چست |  | هان تا چه کنی که نوبت دولت توست |

میان رشید وطواط و جارالله زمخشری، ادیب و متکلم و مفسر بزرگ قرن ششم، دوستی و مباحثه و مکاتبه بوده‌است و آن دو مباحثاتی بر سر مسائل لغوی و ادبی داشته‌اند. 
علاوه بر دیوان شعر، منشآت فارسی رشید وطواط که مجموعه‌ای است از رسائل سلطانی و اخوانی، حدائق السحر فی دقایق الشعر در بدیع و صنایع شعری و فصل الخطاب من کلام عمر بن الخطاب ، تحفه الصدیق الی الصدیق من کلام ابی بکر الصدیق، انس اللهفان من کلام عثمان بن عفان ، نثر اللآلی من کلام امیرالمؤمنین علی و مجموعه رسائل عربی وی نیز معروف است. 
دیوان این شاعر که مشتمل بر ۸۵۶۳ بیت و شامل قصاید ، ترجیعات ، ترکیبات ،یک قصیده مسمط مصنوع، غزلیات ، مقطعات و رباعیات است در آذرماه ۱۳۳۹ هجری شمسی از سوی کتابفروشی بارانی به طبع رسیده‌است و از آنجا که دیوانش را قریب دوازده هزار بیت نوشته‌اند، چاپ مذکور در بردارنده تمامی اشعار این شاعر نیست. این چاپ مشتمل بر مقدمه‌ای درباره زندگی و شرح احوال شاعر و مطالب برخی از تذکره نویسان (غیر ازمواردی که مرحوم عباس اقبال آشتیانی در مقدمه کتاب حدایق السحرفی دقایق الشعر نوشته‌اند) و نیز تألیفات رشید وطواط و معرفی نسخ در دسترس مصحح می‌باشد. آنچنان که مصحح نیز در مقدمه دیوان متذکر شده‌اند، اکثر نسخ در دسترس ایشان نسخه‌هایی است که پس از قرن یازدهم کتابت گردیده است.

## آثار
- حدائق السحر فی دقائق الشعر
- ابکار الافکار فی الرسائل و الاشعار
- عرائس الخواطر و نفائس النوادر
- دیوان فارسی (با بیش از ۸۵۰۰ بیت)
- دیوان عربی
- نثر اللئالی (مطلوب کل طالب من کلام امیرالمؤمنین علی بن ابی‌طالب)
- لطایف الامثال و طرایف الاقوال (شرح فارسی ۲۸۱ مَثَل عربی).
- مجموعه رسائل عربی
- فصل الخطاب
- انس اللهفان
- جواهر القلائد و زواهر الفرائد (فرائد القلائد)
- لغت فارسی منظوم موسوم به حمد و ثنا
- درر غرر
- تحفة الصدیق الی الصدیق من کلام ابی بکر صدیق

و ۱۱ رساله و مجموعه، صدکلمه‌ای از سخنان خود به عربی.